# Osservazioni elementari sul costruire
Osservazioni elementari sul costruire (Hausbau und dergleichen) è una serie di scritti di Heinrich Tessenow sul lavoro artigianale pubblicati la prima volta nel 1916 e accompagnati da disegni e fotografie di opere dell'autore.

## Storia
Il libro venne scritto durante la prima guerra mondiale dopo l'esperienza dell'autore alla scuola d'arte di Vienna nel settore dell'architettura.

## Contenuti
L'edizione originale è suddivisa in tre parti: un'introduzione, una parte centrale costituita da otto capitoli con immagini, una sezione finale con disegni, anche di dettaglio, e fotografie di opere dell'autore. Nell'edizione italiana il testo tradotto è preceduto da una biografia dell'autore, in parte autobiografica, un testo di Karl Scheffler sull'autore, un'introduzione del curatore.
Il libro è dedicato alla memoria del dott. Wolf Dohrn che fu sostenitore del movimento delle città giardino come Hellerau dove Tessenow progettò diverse opere tra cui la Festspielhaus Hellerau.
Nella prima edizione tedesca erano presenti 107 tra disegni e fotografie, mentre in quella italiana 132.
Il testo della prima edizione fu pubblicato in caratteri gotici.
I capitoli sono:
- Lavoro artigianale e tradizione borghese:
- L'ordine: al fine di raggiungere una migliore efficienza, caratterizzata da una riduzione dei costi, l'autore ritiene che sia necessario condividere un sistema ordinato di riferimento declinato anche in una normativa unificante, gli elementi dovrebbero essere uniformi e ripetuti, le cui sfumature sarebbero solo una conseguenza, non un obiettivo. Il lavoro artigianale non viene inteso come artigianato, ma come sapere condiviso e razionale.
- La regolarità e in particolare la simmetria:
- Considerazioni circa il dividere e il collegare:
- L'ornamento: secondo l'autore, l'ornamento è inevitabile, ma non dovrebbe essere ricercato fine a sé stesso per abbellimento, ma dovrebbe essere la conseguenza della costruzione secondo regole, delle belle misure, dei rapporti, del rispetto dell'ordine, dell'essenziale, del vero. Viene definito un sorriso nel campo esteso dell'utilità. L'immagine esemplificativa utilizzata è il disegno di un muro in mattoni la cui tessitura è determinata dal principio costruttivo. Il testo segue di tre anni il saggio  Parole nel vuoto di Adolf Loss in cui viene affrontato il tema dell'ornamento.